# Indische Eishockeyliga
Die Indische Eishockeyliga ist die höchste Eishockeyliga in Indien.

## Geschichte
Bereits seit den 1980er Jahren wird Eishockey in Indien gespielt. Aufgrund des fehlenden künstlichen Eises, konzentriert sich das Eishockeyprogramm des indischen Eishockeyverbands vor allem auf die nördlichen Bundesstaaten und dort vor allem auf den indischen Teil der umstrittenen Region Kaschmir, wo aufgrund des kalten Klimas im Winter auf Natureis gespielt werden kann. Zu den Begründern des Eishockeys in Indien zählt die an der Grenze zu Pakistan stationierte indische Armee, die mit eigenen Mannschaften ebenso wie die Grenzpolizei an der nationalen Meisterschaft teilnimmt. Nachdem es zuvor bereits zahlreiche lokale Turniere gab, wurde die nationale Meisterschaft offiziell erstmals im Jahr 2005 vom indischen Eishockeyverband ausgetragen.

## Meister
- 2010: Indo-Tibetan Border Police[1]
- 2009: Ladakh Scouts[2]
- 2008: Jammu & Kashmir Blue team[3]
- 2007: Rimo Club Leh[4]
- 2005: Army Red[5]